# Sfânta Clara
Sfânta Clara (n. 16 iulie 1194, Assisi, Umbria, Italia – d. 11 august 1253, Assisi, Umbria, Italia) a fost întemeietoarea ordinului clariselor, atașat ordinelor franciscane. Orașul Santa Clara îi poartă numele.

## Viața
Clara sau Chiara a fost fiica nobilului italian Favarone di Offreduccio di Bernadino. Fiind influențată de spiritualitatea lui Francisc de Assisi, părăsește bunăstarea din casa părintească, urmând pilda și învățătura lui Isus, își trăiește viața în sărăcie.
Împreună cu Francisc de Assisi întemeiază în fața porților orașului Assisi, azilul pentru femei „San Damiano”. Până în ziua morții sale, Clara a trăit o viață sfântă, modestă în sărăcie și plină de privațiuni după legile severe ale clauzurii, stabilite de ea.
Ordinul Clariselor a primit confirmarea regulilor de viață monastică, din partea Bisericii, pe data de 9 august 1253, cu doar două zile înainte de moartea fondatoarei.
A fost canonizată la doi ani după moartea ei.
La 14 februarie 1958 papa Pius al XII-lea a declarat-o patroană a televiziunii deoarece, țintuită la pat de boală în chilia ei, Clara a putut vedea slujba ținută în biserică în noaptea de Crăciun în 1252, eveniment considerat ca „o experiență de televiziune mistică”.
În acea noapte, evenimentul a fost aflat cu uimire de celelalte călugărițe, care participaseră la slujbă în biserică, când Clara le-a descris în amănunt tot ce s-a petrecut în timpul slujbei, spunând că Dumnezeu i-a ascultat rugăciunile și a putut vedea proiectate pe pereții chiliei scene ale ceremoniei, simultan cu desfășurarea acestora în biserică. Situația s-a repetat la moartea lui Francisc de Assisi, când Clara a participat, în același fel, la ceremonia funebră a acestuia.
A fost canonizată în anul 1255.

## Sărbători
- în calendarul romano-catolic: 11 august
- în calendarul lutheran: 11 august
- în calendarul anglican: 11 august